# Юхольт, Хокан
Хокан Юхольт  (швед. Håkan Juholt, род. 16 сентября 1962, Оскарсхамн) — шведский фотограф, журналист, социал-демократ, член Риксдага с 1994 года. С 25 марта 2011 года по 21 января 2012 года являлся лидером Социал-демократической партии Швеции.

## Политическая карьера
С 1984 по 1990 год Хокан Юхольт был членом Шведского социал-демократического союза молодёжи. В 1994 году был избран в парламент. В 2004 году он был назначен помощником секретаря партии. Председатель постоянного комитета обороны шведского Риксдага, спикер социал-демократов по вопросам оборонной политики и председатель регионального отделения партии в Кальмаре.
После исторического поражения Социал-демократической партии Швеции на парламентских выборов в 2010 году Хокан Юхольт критиковал партийную программу. Когда Ютте Гутеланд, председатель молодежной лиги партии, призвала к отставке всех управляющих партии, Хокан Юхольт поддержал её предложение. 10 марта 2011 года избирательная комиссия предложила кандидатуру Хокана Юхольта в качестве председателя партии, после того как Мона Салин, занимавшая этот пост с 2007 по 2011 года, подала в отставку. 25 марта 2011 на внеочередном Конгрессе Социал-демократической рабочей партии Швеции Хокан Юхольт был избран новым партийным лидером.
Комментируя результаты парламентских выборов 2011 года в Финляндии, точнее сказать, уверенный результат «истинных финнов», Хокан Юхольт отметил, что «это партия, которая сталкивает людей друг с другом, а беспокойство и страх перед будущим — движущие силы в политике. Крайне тревожно, что подобные политические течения растут по всему миру».